# 堀江知彦
堀江 知彦（ほりえ ともひこ、1907年3月13日 - 1988年6月28日）は、日本の書家・書道史家。
東京生まれ。号は秋菊。早稲田大学国文科卒。1934年から1969年まで東京国立博物館勤務。その後、1982年まで二松學舍大学教授を務めた。古筆鑑定、会津八一の研究を行った。

## 著書
- 『書の美しさ』 社会思想研究会出版部 1959 (現代教養文庫)
- 『書道の歴史』 至文堂 1963 (日本歴史新書)
- 『日本の名筆』 木耳社 1963
- 『茶と古筆』 箱根美術館 1963.7 (やさしい美術の話)
- 『日本の書 三十人選』 創元社、1968
- 『三筆三蹟』 淡交社、1971
- 『茶掛けの書』 東京書籍 1977.12 (東書選書)
- 『グラフ茶掛けの書』 東京書籍、1986.10
- 『和風の書 名筆鑑賞入門』 知道出版、1993.6
- 『古筆 名筆鑑賞入門』(改定新版)、知道出版、1993.6

## 共編著
- 『今日の書道』 安藤更生共編、二玄社、1954
- 『良寛』 原田勘平共編、筑摩書房、1960
- 『西本願寺 その美術と歴史』 宮崎円遵, 岡田譲共著、淡交新社、1961
- 『原色日本の美術 22 書』 小学館、1970
- 『茶道美術全集 第13 歌切』 求竜堂、1971
- 『日本の美術 30 書』 小学館、1971 (ブック・オブ・ブックス)
- 『現代日本の美術 第12巻 文人画と書』 河北倫明共編著、小学館、1979.3
- 『日本の美術 182 室町時代の書』 至文堂、1981.7
- 『日本書道大鑑』 毎日新聞社、1982.7
- 『かな書道を学ぶひとの古筆入門』 堀江きょう子共著、知道出版、1986.4 (暮しの中の書)
- 『中国風の書 名筆鑑賞入門』 堀江きょう子共編著、知道出版、1991.5

## 参考
- 『墨艶―会津八一・堀江知彦追想』 堀江きょう子、芸術新聞社、1997 
（「きょう」はにすいに「喬」）